# 229255 Andrewelliott
229255 Andrewelliott è un asteroide della fascia principale. Scoperto nel 2005, presenta un'orbita caratterizzata da un semiasse maggiore pari a 2,8309125 UA e da un'eccentricità di 0,0446645, inclinata di 3,47339° rispetto all'eclittica.
L'asteroide è dedicato all'astronomo britannico Andrew John Elliott.